# فيليب كوخ
فيليب كوخ Philip Koch  ( 29 أغسطس 1982 في ميونيخ) هو مخرج ومنتج و سينارست ألماني.

## الحياة المهنية
بعد حصوله على شهادة الثانوية العامة (أبيتور) في ميونيخ عام 2002، بدأ فيليب كوخ عام 2003 تدريبًا تحريرياً في محطة SWR بمدينة بادن-بادن. وأثناء دراسته لاحقًا للإخراج في الجامعة الألمانية للتلفزيون والسينما في ميونيخ، عمل كناقد سينمائي، ومساعد إخراج، ومساعد صوت، ومساعد إنتاج.
منذ عام 2009، انضم كوخ إلى برنامج دعم المواهب الشابة في شركة الإنتاج الإعلامي Bavaria Film في إطار "ورشة بافاريا". وقد حاز فيلمه الطويل الأول المثير للجدل Picco على عدة جوائز سينمائية ألمانية عام 2010. كما تمت دعوة الفيلم للمشاركة في مهرجان كان السينمائي الدولي، حيث أثار نقاشات حادة وجدلية.

## أهم أعماله
- 2016 : فيلم طلب صداقة
- 2021 :  مسلسل قبائل يوروبا
- 2025 : فيلم بريك